# Archytas flavifacies
Archytas flavifacies là một loài ruồi trong họ Tachinidae.